# Mantispa stenoptera
Mantispa stenoptera là một loài côn trùng trong họ Mantispidae thuộc bộ Neuroptera. Loài này được Gerstaecker miêu tả năm 1888.